# سارا رامیرز
سارا النا رامیرز (به انگلیسی: Sara Elena Ramirez) (زاده ۳۱ اوت ۱۹۷۵) بازیگر مکزیکی است. او در سریال آناتومی گری در نقش دکتر کالی تورس بازی کرده‌است.